# آندوهارانوماینتسو
آندوهارانوماینتسو (به لاتین: Andoharanomaintso) یک منطقهٔ مسکونی در ماداگاسکار است که در ایساندرا واقع شده‌است. آندوهارانوماینتسو ۲۴۸٫۵۷ کیلومتر مربع مساحت و ۲۸٬۷۰۸ نفر جمعیت دارد و ۱٬۲۳۰ متر بالاتر از سطح دریا واقع شده‌است.